# Stipan Dora
Stipan Dora (ur. 8 kwietnia 1935 w Somborze, zm. 2 października 2012 w Suboticy) – jugosłowiański zapaśnik.
W 1960 wystartował na igrzyskach olimpijskich w wadze koguciej w stylu klasycznym, zajmując 12. miejsce. W 1962 uplasował się na 2. pozycji w plebiscycie na najlepszego sportowca Suboticy. Zdobył dwa srebrne i dwa brązowe medale mistrzostw Bałkanów. Zmarł 2 października 2012 po krótkiej chorobie. Reprezentował klub RK Spartak Subotica, z którym sześciokrotnie został drużynowym mistrzem kraju.